# حبيل الحنش (أسلم)

تعديل مصدري - تعديل

حبيل الحنش هي إحدى قرى عزلة أسلم الشام بمديرية أسلم التابعة لمحافظة حجة، بلغ تعداد سكانها 105 نسمة حسب تعداد اليمن لعام 2004.